# ديريك كارتر (لاعب كرة قدم)
ديريك كارتر (بالإنجليزية: Derrick Carter)‏ هو لاعب كرة قدم غياني، ولد في 16 سبتمبر 1982 في جورج تاون في غيانا. شارك مع منتخب غيانا لكرة القدم. أما مع النوادي، فقد لعب مع Western Tigers FC ‏.

## وصلات خارجية
- ديريك كارتر على موقع الاتحاد الدولي (مؤرشف)  (الإنجليزية)
- ديريك كارتر على موقع قاعدة بيانات كرة القدم.إي يو (الإنجليزية)
- ديريك كارتر على موقع ناشيونال فوتبول تيمز (الإنجليزية)